# Filtrator
Filtratorji so živali, ki se hranijo s precejanjem drobnih vodnih organizmov in organskih delcev v vodi. Imajo posebej prilagojeno telesno zgradbo, ki jim omogoča prepuščanje vode in zadrževanje tega, kar je primerno za prehrano, npr. dlačice na nogah rakov in škrge mehkužcev. 
K filtratorjem spada večina zooplanktonskih organizmov (npr. raki), školjke, spužve in ribe, ki se hranijo s planktonom. Poleg tega se na ta način prehranjujejo tudi zelo velike živali, kot so večji ptiči in vosati kiti.